# 대체생화학
대체생화학은 외계생명이나 지구 내의 일부 미생물이 이용할 수 있는 전혀 다른 생화학을 말한다. 탄소에 기반하지 않거나,  용매를 다르게 사용할 수 있다.

## 다른 원소 기반
일부 학자들은 다른 원소에 기반한 생명이 존재할 수 있다고 주장한다. 다른 원소 기반 생명에 반대하는 사람들을 비판하는 말로 탄소 쇼비니즘이 있다.
그중 가장 잘 연구된 것은 규소 생명체이다. 규소는 탄소와 같은 족에 속하며 4배위 결합을 할 수 있다. 그러나 이중결합을 잘 하지 못하고 Si-Si 결합이 쉽게 끊어진다는 문제가 존재한다.

## 비소
비소를 인의 대체제로 사용하는 생명이 있을 수 있다. 몇년전 지구에서 GFAJ-1이 발견되어 이 논쟁이 일었다.

## 다른 용매
암모니아, 메테인 등을 용매로 사용하는 생명이 존재할 수 있다.

## 같이 보기
- 생명의 기원
- 우주생물학
- 탄소 쇼비니즘
- 외계생명
- 하치모지 DNA
- 비세포성 생물
- 단백질비생성성 아미노산
- 행성 거주가능성